# 競技ダンス選手一覧
競技ダンス選手一覧（きょうぎだんすせんしゅいちらん）

## 現役
現在の現役選手。国内ランキング6位以内相当。

### 日本
- 橋本剛/恩田恵子(JBDF)
- 浅村慎太郎/遠山恵美(JBDF)
- 小林恒路/赤沼美帆(JBDF)
- 廣島悠仁/石渡ありさ(JBDF)
- 福田裕一/エリザベスグレイ(JBDF)
- 森脇健司/的場未恭(JDC)
- 増田大介/塚田真美(JBDF)
- 正谷恒揮/齋藤愛(JBDF)
- 野村直人/山﨑かりん(JBDF)
- 清水基允/丸市美幸(JBDF)
- 森田銀河/小和田愛子(JBDF)
- 鈴木佑哉/原田彩華(JDC)
- OLEKSII GUZYR/太田吏圭子(JDSF-PD)
- 石原正幸/石原蘭羅(JDSF-PD)
- 山本武志/木嶋友美(JDSF-PD)
- 久保田弓椰/徳野夏海(JDSF-PD)
- 西村康宏/鳥尾綾香(JDSF-PD)
- 小嶋みなと/盛田めぐみ (JDSF)
- 八谷和樹/皆川円 (JDSF)
- 大西大晶 /大西咲菜 (JDSF)
- 菅原一樹/Laura Collavizz(JDSF)
- 五月女光政/五月女叡佳(JDSF)
- 棚橋健/盛田舞香(JDSF)
- 山田恭平/秋山彩織 (JDSF)
- 藤井創太/Dariia Marinesku(JDSF)
- Tudor Andrei/吉川あみ (JDSF)
- 海老原拳人/タカギルナ (JDSF)

### イタリア
- アンドレア・ジギアレリ / サラ・アンドラッチオ Andrea GHIGIARELLI & Sara ANDRACCHIO　(WDC)
- Francesco Galuppo / Debora Pacini（WDSF）

### アメリカ
- ビクター・フォン / アナスタシア・ムラヴェヴァ Victor Fung & Anastasia Muravyova (WDC)
- Stefano Di Filippo / Daria Chesnokova (WDC)

### ドイツ
- シモーネ・セガトリ / アネット・スドル Simone Segatori & Annette Sudol (WDSF)
- Marius-Andrei Balan / Khrystyna Moshenska (WDSF)
- Timur Imametdinov / Nina Bezzubova (WDSF)

### ロシア
- Dmitry Zharkov / Olga Kulikova（WDSF）
- Alexey Glukhov / Anastasia Glazunova (WDSF)
- Armen Tsaturyan / Svetlana Gudyno (WDSF)
- Yury Simachev / Anastasia Klokotova (WDSF)

### リトアニア
- Donatas Vezelis / Lina Chatkeviciute (WDSF)
- Evaldas Sodeika / Ieva Zukauskaite (WDSF)
- Vaidotas Lacitis / Veronika Golodneva (WDSF)

### モルドバ
- Gabriele Goffredo/Anna Matus (WDSF)

### スロベニア
- ドーメン・クラペッツ / モニカ・ニグロ Domen Krapez & Monica Nigro (WDC)

### フランス
- Charles-Guillaume Schmitt / Elena Salikhova (WDSF)

### カナダ
- Maurizio Vescovo & Andra Vaidilaite(WDC)

## 引退
現在の引退選手。

### スタンダード

#### 日本
- 篠田忠/富子 (JBDF)
- 桝岡肇 / 桝岡栄子 (JBDF)
- 石原市三 / 石原佳代子 (JPBDA)
- 桜本和夫 / 桜本智美 (JBDF)
- 桜田哲也 / 鈴木美代子 (JPBDA)
- 浮田峻 / 浮田時子 (JBDF)
- 毛塚鉄雄 / 山本千恵子 (JCF)
- 毛塚道雄 / 毛塚雅子 (JBDF)
- 篠田学・雅子 (JBDF)
- 小嶋鉄治 / 小嶋滋美 (JDC)
- 中川勲/中川詠子 (JDC)
- 田中英和 / アデール・プレストン (JBDF)
- 天野博文 / 天野京子 (JCF)
- 島正幸 / 島輝子 (JBDF)
- 海宝修 / 海宝理真 (JCF)
- 檜山浩治 / 檜山久美子 (JBDF)
- 谷堂誠治 / 早野恵美 (JBDF)
- 柳橋慎太郎・久美子 (JBDF)
- 遠田進 / 遠田真理子 (JBDF)
- 家泉尚樹/ 家泉朋美 (JBDF)
- 石原正三 / 渋谷透子 (JCF)
- 河原央/ 新井 いづみ (JBDF)
- 笹谷毅/ 笹谷久美 (JBDF)
- 青木康典/ 青木知子 (JBDF)
- 白石智樹/ 白石香織 (JDC)
- 前田亨/ 近藤悠果 (JBDF)
- 岡田大輔/ 菱田純子 (JBDF)
- 三輪嘉広/ 三輪知子 (JBDF)
- 伊藤明/ 宮本由紀子 (JDC)
- 渡辺和昭 / 渡辺裕美 (JDSF)
- 和智健朗 / 和智喜理子 (JDSF)
- 新鞍貴浩/中田裕希子(JBDF)
- 庄司浩太/庄司名美 (JCF)
- 本池淳/武藤法子(JBDF)
- 臼井一史/臼井恵(JBDF)

#### イギリス
- リチャード・グリーブ / ジャネット・グリーブ Richard & Janet Gleave
- ビル・アービン / ボビー・アービン Bill & Bobbie Irvine
- マーカス・ヒルトン / カレン・ヒルトン Marcus & Karen Hilton
- ルカ・バリッキ / ロレイン・バリッキ Lucca & Loraine Baricchi
- ジョン・ウッド / アン・ルイス John Wood & Anne Lewis
- ティモシー・ホーソン / ジョアン・ボルトン Timothy Howson & Joanne Bolton
- ジョナサン・クロスリー / リン・マリナー Jonathan Crossley & Lyn Marriner
- クリストファー・ホーキンス / ユスティナ・ホーキンス Christopher Hawkins & Justyna Hawkins
- アンドリュー・シンキンソン / シャルロット・ヨルゲンセン Andrew Sinkinson & Charlotte Jorgensen
- ヘーゼル・ニューベリー Hazel Newberry
- ジョナサン・ウィルキンス Jonathan Wilkins
- アラン・シングラー / ドナ・シングラー Alan & Donna Shingler
- ピーター・イグルトン / ブレンダ・ウィンズレイド Peter Eggleton & Brenda Winslade
- スティーブン・ヒリア / リンジィ・ヒリア Stephen Hillier& Lindsey Hillier
- ロビン・ショート Robin Short
- マイケル・バー / ヴィッキー・バー Michael & Vicky Barr
- アンソニー・ハーレー / フェイ・ハーレー Anthony & Fay Hurley
- ソニー・ビニック / サリー・ブロック Sonny Binick & Sally Brock
- ウォーレン・ボイス / クリスティー・ボイス Warren& Kristi Boyce
- ケニー・ウェルシュ / マリオン・ウェルシュ Kenny Welsh & Marion Welsh

#### イタリア
- アウグスト・スキアーボ / カテリーナ・アルゼントン Auguto Schiavo & Caterina Arzenton
- ファビオ・セルミ / シモナ・ファンチェロ Fabio Selmi & Simona Fancello
- マッシモ・ジョルジアーニ / アレッシア・マンフレディーニ Massimo Giorgianni & Alessia Manfredini
- ウイリアム・ピノ / アレッサンドラ・ブキャレリ William Pino & Alessandra Bucciarelli
- ミルコ・ゴッツォーリ / エディータ・ダニュート Mirko Gozzoli & Edita Daniute (WDSF)
- ドメニコ・ソアレ / ジオイア・チェラソーリ Domenico Soale & Gioia Cerasoli (WDSF)
- ロベルト・ビラ / モレナ・コラグレコ Roberto Villa & Morena Colagreco
- パオロ・ボスコ　/　シルヴィア・ピトン Paolo BOSCO & Silvia PITTON　（WDSF）
- ミケーレ・ボンシニョーリ　/　モニカ・バルダセローニ Michele Bonsignori & Monica Baldasseroni
- アンジェロ・マドニア / アレッシア・ベッティ Angelo Madonia& Alessia Betti
- バレリオ・コラントーニ / サラ・ディバイラ Valerio Colantoni & Sara Di Vaira
- ベネデット・フェルッジア/クラウディア・ケーラー Benedetto Ferruggia & Claudia Koehler (WDSF)

#### ドイツ
- サーシャ・カラウェイ /　ナターシャ・カラウェイ Sascha Karabey & Natascha Karabey (WDC)

#### アメリカ
- ジャンピエロ・ジャンニ / アナ・ミケッド Gianpiero Gianni & Anna Mikhead
- アルーナス・ビソーカス /カチューシャ・デミドヴァ Arunas Bizokas (Lithuania) & Katusha Demidova (USA) (WDC)

#### デンマーク
- ハンス・ラクスホルム / アンネ・ラクスホルム Hans Laxholm & Anne Laxholm

- エマニュエル・バレリ / タニア・キーヘルト Emanuel Valeri & Tania Kehlet（WDSF）

#### 中国
- ヤン・チャオ / タン・イリン YANG Chao & TAN Yiling (WDC)

### ラテン

#### 日本
- 鳥居弘忠 / 鳥居瑤子 (JBDF)
- 石原久嗣 / 石原由美子 (JBDF)
- 奥村三郎 / 奥村純 (JBDF)
- 玉置朝啓 / 玉置きよ子 (JPBDA)
- 桑原明男 / 桑原佐代子 (JBDF)
- 大竹辰郎 / 鈴木孝子 (JBDF)
- 北條明 / 須田雅美 (JBDF)
- 嶺岸昭志 / 三輪恭子 (JBDF)
- 大村淳毅 / 和田恵 (JBDF)
- 山本喜洋 / 山本英美 (JDC)
- 織田慶治 / 渡辺理子 (JBDF)
- 立石勝也 / 立石裕美 (JBDF)
- 松本光祐 / 加藤希望 (JDC)
- 菅野幸則 / 菅野直子 (JDSF)
- 治面地良和・涼子 (JDSF)
- 鈴木一朗・愛弓 (JCF)
- 金光進陪/吉田奈津子 (JBDF)
- 中村俊彦/青栁朋子(JBDF)
- 瀬古薫希/瀬古知愛 (JDC)
- 渡辺安登 (JDSF)

#### イギリス
- ドニー・バーンズ / ゲイナー・フェアウェザー Donnie Burns / Gaynor Fairweather
- マシュー・カトラー　Matthew Cutler

#### ドイツ
- ブライアン・ワトソン / カルメン Bryan Watson / Carmen Vincelj

#### アメリカ
- リカルド・コッキ / ユリア・ザゴルイチェンコ en:Riccardo Cocchi / en:Yulia Zagoruychenko (WDC)